# 阿蘇山纜車

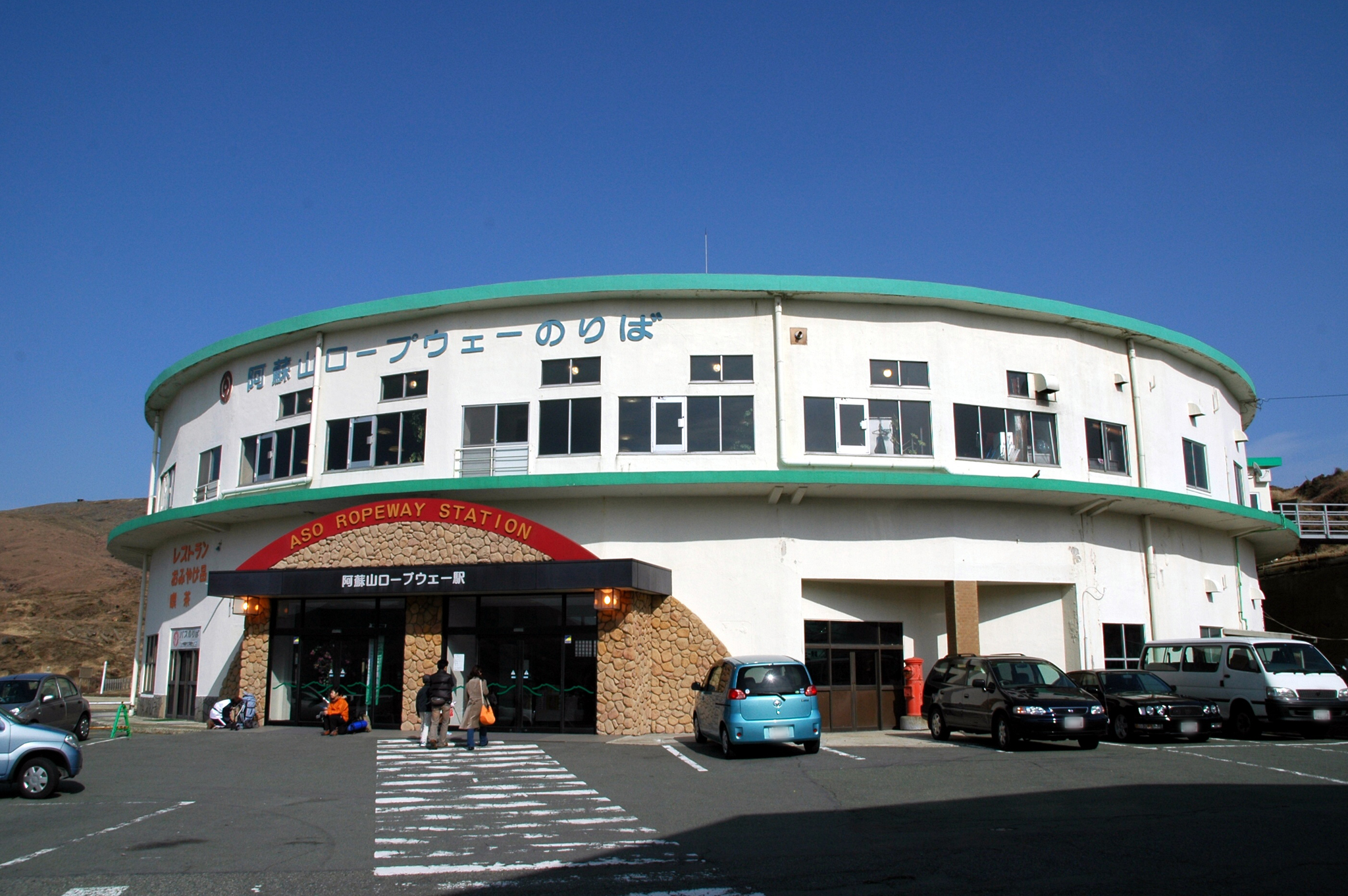
阿蘇山纜車的「阿蘇山西站」

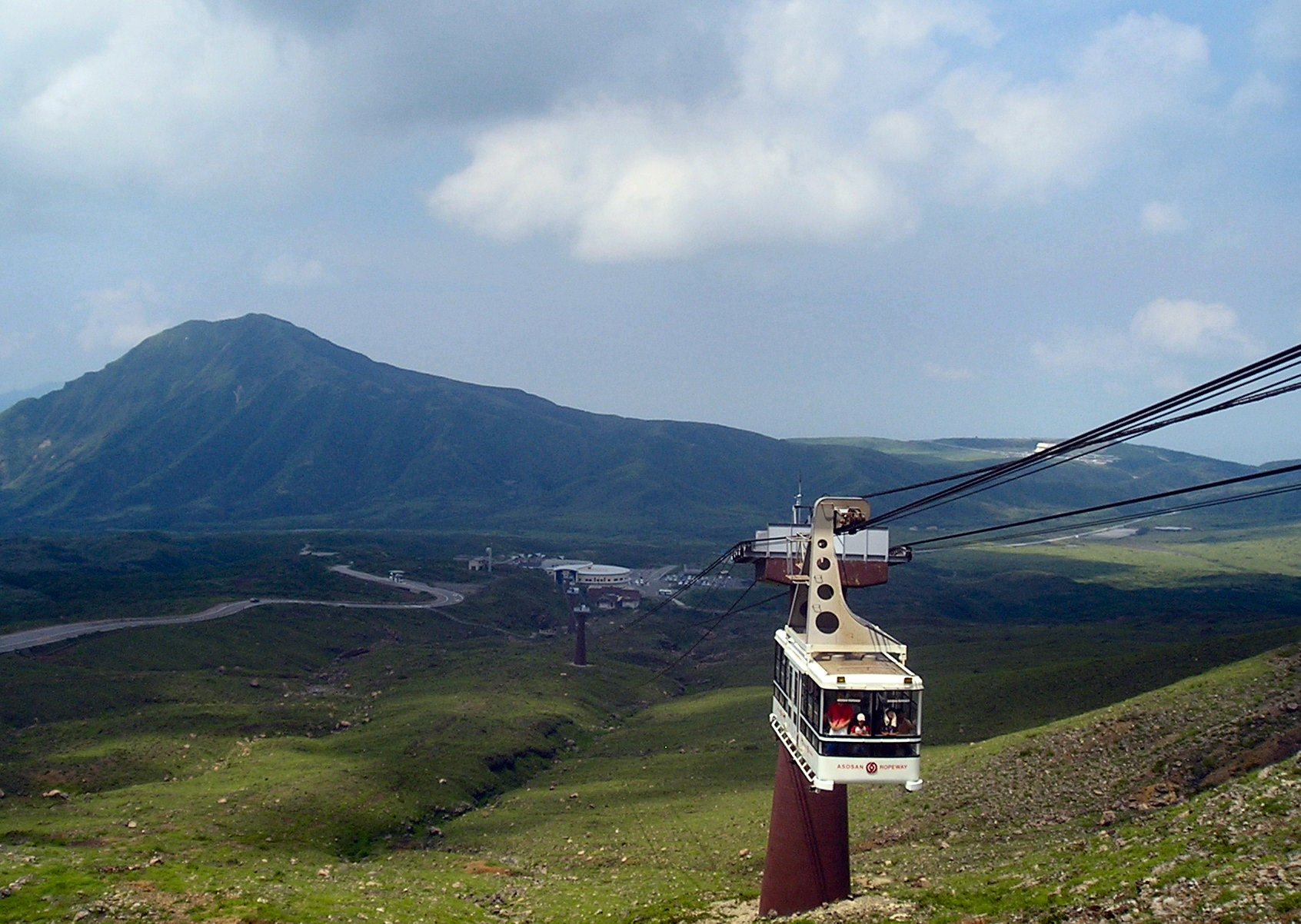
阿蘇山纜車

阿蘇山纜車（日语：阿蘇山ロープウェー）是過去位於日本熊本縣阿蘇市阿蘇山的纜車，可直接抵達阿蘇火山中岳的火山口旁，全長858公尺，上升高度108公尺，最大載運量為91人，由九州產業交通控股旗下的九州産交旅遊所經營。由於火山活動的因素，纜車僅在阿蘇山的火山噴發預警級別為1（平常）時正常營運，當級別提升為2（火口周邊規制）以上時纜車就會停止營運，但位於山下的阿蘇山西站內的設施仍對外開放；但當級別提升為3（入山管制）以上時，因阿蘇山西站將會於管制區內，阿蘇山西站也將會關閉不對外開放。
自2014年起，由於阿蘇山的火山活動持續活耀，並造成纜車設施的損壞，使得纜車停止營運，最終在2019年全部拆除。

## 歷史
阿蘇纜車自1958年4月10日開始營運，為世界上第一個架設在活火山的纜車。
2014年8月起，由於阿蘇山的火山噴發預警級別提升至2以上，阿蘇山纜車開始進入長達四年的長期停止營運狀態，2015年位於火山口旁的火口西站一度因中岳的火山爆發而遭到損壞，2016年又先後在4月遭遇熊本地震造成纜車纜繩的支柱損毀，10月又因火山爆發的石塊及毀了火口西站的纜車及相關設施；雖然阿蘇山的火山噴發預警級別已在2017年降至等級1，但由於纜車設施仍未能修復，纜車依然無法營運。
2018年2月起，為讓旅客能持續到山上火山口旁，開始營運替代纜車的「阿蘇山巡迴接駁巴士」，以巴士將旅客從阿蘇山西站送至火山口；但由於纜車設施的毀損仍未能解決，4月為了安全先拆除了纜車用的纜繩，最終在10月決定拆除包括兩個纜車站及支柱的所有纜車設施，並於2019年完成拆除，原阿蘇山西站位置則建立新的旅客服務設施，至於未來是否重新興建新的纜車則尚未決定。

## 纜車站
- 火口西站（32°52′50.6″N 131°5′1.9″E / 32.880722°N 131.083861°E）
- 阿蘇山西站（32°52′47.2″N 131°4′28.6″E / 32.879778°N 131.074611°E）

## 外部連結
- 阿蘇山纜車官方網頁 （页面存档备份，存于）
- （日語） 阿蘇山纜車的Facebook專頁